# Gideon's Crossing
Gideon's Crossing est une série télévisée américaine en vingt épisodes de 60 minutes, créée par Paul Attanasio  et diffusée du 10 octobre 2000 au 9 avril 2001 sur le réseau ABC. Elle est vaguement basée sur la vie du médecin Jerome Groopman (en) et son livre The Measure of Our Days.
En France, la série a été diffusée à partir du 12 mai 2001 sur Série Club.

## Synopsis
Ben Gideon dirige le service d'oncologie expérimentale dans un hôpital universitaire en Nouvelle-Angleterre.

## Distribution
- Andre Braugher : Dr Ben Gideon
- Rubén Blades : Dr Max Cabranes
- Eric Dane : Dr Wyatt Cooper
- Russell Hornsby : Dr Aaron Boies
- Ravi Kapoor (en) : Dr Siddartha Shandor
- Sophie Keller : Dr Maya Stiles
- Hamish Linklater : Dr Bruce Cherry
- Rhona Mitra : Dr Alejandra Klein
- Kevin J. O'Connor : Dr Michael Pirandello
- Meagan Gregory : Rose Gideon
- Jascha Washington : Eli Gideon
- Brian Wiltshire : Charlie Gideon

## Épisodes
1. The Gift
2. The Way
3. A Routine Case
4. The Race
5. The Mistake
6. Freak Show
7. The Lottery
8. Father Knows Best
9. Is There a Wise Man in the House?
10. Clinical Enigma
11. Hinkytown
12. Dr Cherry Must Be Stopped
13. Orphans
14. Life Sentences
15. Prodigal Dad
16. The Others
17. Flashpoint
18. Filaments & Ligatures
19. The Crash
20. Heart of Glass

## Commentaire
Le 17e épisode, Flashpoint, est la conclusion d'un crossover ayant débuté dans le seizième épisode de la Saison 5 de The Practice : Bobby Donnell et Associés, diffusé la veille.

## Nominations
- Golden Globe du meilleur acteur dans une série télévisée dramatique en 2001 : Andre Braugher pour le rôle de Ben Gideon
- Primetime Emmy Award du meilleur acteur dans une série télévisée dramatique en 2001 : Andre Braugher pour le rôle de Ben Gideon